# Henry Hallett Dale
Sir Henry Hallett Dale OM GBE FRS (Londres, Anglaterra 1875 - Cambridge 1968) fou un metge anglès guardonat amb el Premi Nobel de Medicina o Fisiologia l'any 1936.

## Biografia
Va néixer el 9 de juny de 1875 a la ciutat de Londres. Va estudiar medicina a la Universitat de Cambridge, i posteriorment va ampliar els seus estudis a Alemanya, on va ser deixeble de Paul Ehrlich. L'any 1906 fou nomenat director del Wellcome Physiological Research Laboratories de Londres, i entre 1914 i 1943 va ocupar un lloc directiu al National Institute for Medical Research.
El 1932 va ser fet Cavaller, entre 1940 i 1945 presidí la Royal Society, el 1944 li fou concedida l'Orde del Mèrit i el 1948 la Gran Creu de l'Ordre de l'Imperi Britànic. Morí el 23 de juliol de 1968 a la seva residència de Cambridge.

## Recerca científica

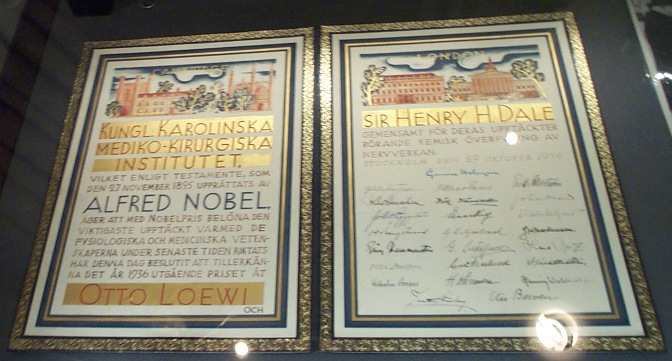
Diploma concedit a Dale i Otto Loewi amb motiu del Premi Nobel i que actualment s'exhibeix a la Royal Society de Londres.

L'any 1914 va aconseguir identificar l'acetilcolina com un possible neurotransmissor, alhora que el seu company Otto Loewi va demostrar la seva importància en el sistema nerviós. L'any 1936 fou guardonat amb el Premi Nobel de Medicina o Fisiologia, compartit amb Loewi, pels seus estudis sobre excitació i transmissió química dels impulsos nerviosos.
Durant la dècada del 1940 va realitzar investigacions al voltant de la sinapsi, opinant que el seu origen era químic, en contraposició de la idea de John Carew Eccles que creia que era elèctrica. Posteriorment s'observà com la major part de les sinapsis eren químiques, si bé una petita proporció eren elèctriques. Dale també dugué a terme estudis sobre l'esquema utilitzat per diferenciar les neurones segons el seu neurotransmissor, establert pel Principi de Dale i que estableix que cada neurona utilitzant un únic tipus de neurotransmissor. Actualment aquesta idea ha demostrat ser falsa, ja que moltes neurones utilitzen neuropèptids a més d'aminoàcids.

## Reconeixements
En honor seu s'anomenà el cràter Dale sobre la superfície de la Lluna.